# ریچارد آرمیتاژ
ریچارد آرمیتاژ (به انگلیسی: Richard Armitage) (متولد ۲۶ آوریل ۱۹۴۵ در بوستون) سیاستمدار آمریکایی و سیزدهمین معاون وزیر امور خارجه ایالات متحده آمریکا در سالهای ۲۰۰۱ تا ۲۰۰۵، در دوره اول ریاست جمهوری جورج دبلیو بوش بود.